# Абелёйа
Абелёйа (норв. Abeløya) (о. Абеля) — Один из 5 островов (третий по величине), группы островов Земли Короля Карла, архипелага Шпицберген (интегрированной заморской территории Норвегии) в Северном ледовитом океане, в Баренцевом море, площадью в 13,2 км². Необитаемый остров, совместно с другими островами группы входит в состав заповедника Нордауст-Свальбард, высадка на остров строго запрещена. Составляет 3,98% от территории группы островов Земли Короля Карла и 0,02% от территории архипелага Шпицберген. Расположен в 12,5 км. к востоку от о. Конгсёйа (главного острова Земли Короля Карла), который разделяет пролив Людианнасун, он же является ближайшим к нему островом и сушей.
Остров получил своё название в честь норвежского математика Абеля. В августе 1930 года остров посетило судно «Братваг», члены экипажа отмечали, что остров состоит «из невысоких базальтовых скал».

## Удалённость острова от основных географических точек и объектов цивилизации
Удалённость к западу от других островов своей группы (Земли Короля Карла): о. Свенскёйа — 72 км.; о. Хельголандёйа — 37 км.; о.Тирпитсёйа — 39,5 км.
Ближайший остров архипелага Шпицберген, не входящий в группу островов Земли Короля Карла и Земля о. Северо-Восточная Земля (м. Мон), находится в 99 км. к северо-западу и разделяет пролив Эрик Эриксен.
Ближайшая земля на севере — о. Белый (м. Андре), находится на расстоянии 116,5 км. к северу.
Ближайшая земля на юге — о. Надежды (м. Бейсарен), расположен в 274 км. к югу. На нём же находится ближайшее поселение — (метеостанция Хопен-радио).
Ближайший населённый остров — о. Западный Шпицберген (м. Пайер), расположен в 184 км. к западу.
Ближайший населённый пункт (с портом и аэропортом) — п. Свеагрува (рабочий посёлок), расположен в 321 км. к западу на о. Западный Шпицберген.
Ближайший город — Лонгьир (столица Шпицбергена), расположен в 327 км. к западу на о. Западный Шпицберген.
Ближайший соседний Архипелаг, а также территория иностранного государства — Земля Франца-Иосифа (о. Земля Александры, Россия), расположен в 334 км. к северо-западу.
Ближайший материк и часть света — Евразия (Европа, побережье Норвегии), расположена в 874,5 км. к югу.
Расстояние до столицы Норвегии (г.Осло) — 2217 км. к югу.